# Ludwik Zych
Ludwik Zych (ur. 25 sierpnia 1894 w Rychwałdzie, zm. 31 marca 1964) – pułkownik, oficer Wojska Polskiego i Ludowego Wojska Polskiego, uczestnik I wojny światowej, wojny polsko-bolszewickiej oraz kampanii wrześniowej. Współpracownik wywiadu emigracyjnego i członek Polskiego Towarzystwa Teozoficznego.

## Życiorys
Zych urodził się w Rychwałdzie, w rodzinie górniczej. W latach 1910–1914 działał w Towarzystwie Gimnastycznym – „Sokół”. Uczył się w gimnazjum, w Cieszynie, lecz po śmierci ojca przerwał naukę i podjął pracę w kopalni. W 1913 wyjechał na Węgry, gdzie zatrudnił się przy budowie szybu górniczego w Bánya-Telep. W 1914 wstąpił do 3 pułku piechoty II Brygady Legionów Polskich i walczył na froncie karpackim. Po rozwiązaniu jednostki został internowany przez Austriaków, zbiegł z obozu i wstąpił do 2 Pułku Piechoty Legionów w Warszawie. W wojnie polsko-bolszewickiej dowodził kompanią 8 Pułku Piechoty Legionów. Od 1919 kierował obwodem frysztackim Polskiej Organizacji Wojskowej. W 1922 ukończył maturę we Lwowie.
Zych dowodził kompanią, a następnie był instruktorem i referentem w Komendzie Miasta Warszawy. W 1929 został dowódcą batalionu 4 Pułku Strzelców Podhalańskich. W 1932 ukończył Wyższą Szkołę Wojenną jako major dyplomowany. Pełnił funkcje szefa sztabu 6 Dywizji Piechoty i Straży Granicznej. W 1937 awansował na podpułkownika. Od 1936 uczestniczył w pracach Komitetu „Siedmiu” przygotowującego powstanie na Zaolziu. Organizował przerzut broni i szkolenia dywersyjne. W 1938 stanął na czele formowania Legionu Zaolziańskiego. Około 1937 wstąpił do Polskiego Towarzystwa Teozoficznego. Brał udział w letnich koloniach teozoficznych w Mężeninie. W kampanii wrześniowej był szefem sztabu 6 Dywizji Piechoty, w składzie Armii „Karpaty”. Po kapitulacji 20 września 1939 dostał się do niemieckiej niewoli (Oflagi: Murnau, Neubrandenburg, Gross-Born).
15 września 1945 Zych został zmobilizowany do Ludowego Wojska Polskiego i mianowany szefem sztabu Departamentu Wojsk Ochrony Pogranicza. W 1945 awansowany na pułkownika dyplomowanego. W 1947 został usunięty z wojska i pozbawiony emerytury ze względu na przedwojenną służbę, związki z teozofią i krytykę Armii Czerwonej. Po wojnie pracował zarobkowo i działał w ruchu teozoficznym. W 1950 za namową teozofki – Sylwii Rzeczyckiej zaangażował się w działalność siatki wywiadowczej mjr. Andrzeja Rudolfa Czaykowskiego, cichociemnego i oficera PSZ, któremu przekazywał informacje  na temat m.in.: dyslokacji jednostek wojskowych, przedwojennej kadry oficerskiej, lotnisk i baz wojskowych.
13 sierpnia 1951 roku w wyniku rozbicia struktury wywiadowczej mjr. Czaykowskiego doszło do zasadzki i aresztowania Zycha, w lokalu przy ul. Kromera 3/6, w Warszawie. W czasie śledztwa był bity oraz maltretowany psychicznie. Jego proces odbył się przed Wojskowym Sądem Rejonowym w Warszawie. 30 marca 1953 sąd pod przewodnictwem ppłk Mieczysława Widaja skazał go na podstawie art.7 MKK oraz art. 49 na karę śmierci z pozbawieniem na zawsze praw publicznych i obywatelskich praw honorowych. 31 sierpnia 1953 roku Najwyższy Sąd Wojskowy w Warszawie na rozprawie rewizyjnej zmienił mu karę na dożywocie, utratę praw publicznych na okres 5 lat i przepadek całego mienia. Na mocy amnestii 7 maja 1956 roku sąd wojskowy garnizonowy w Warszawie zmniejszył karę do 12 lat więzienia. 17 października 1956 roku ze względu na zły stan zdrowia udzielono mu pięcioletniej przerwy w odbywaniu kary. Do więzienia już nie powrócił, zmarł 31 marca 1964 roku.